# Kruszka (województwo kujawsko-pomorskie)
Kruszka – osada w Polsce położona w województwie kujawsko-pomorskim, w powiecie tucholskim, w gminie Cekcyn, w pobliżu wschodniego brzegu jeziora Cekcyńskiego Wielkiego.
W latach 1975–1998 miejscowość administracyjnie należała do województwa bydgoskiego. Według Narodowego Spisu Powszechnego (III 2011 r.) liczyła 158 mieszkańców. Jest piętnastą co do wielkości miejscowością gminy Cekcyn.